# Olexi Slivinski
Olexi Slivinski –en ucraniano, Олексій Слівінський– (8 de agosto de 1972) es un deportista ucraniano que compitió en piragüismo en la modalidad de aguas tranquilas. Ganó siete medallas en el Campeonato Mundial de Piragüismo entre los años 1994 y 2003, y tres medallas en el Campeonato Europeo de Piragüismo entre los años 1999 y 2000.

## Palmarés internacional
| Campeonato Mundial | Campeonato Mundial           | Campeonato Mundial | Campeonato Mundial |
| Año                | Lugar                        | Medalla            | Competición        |
| ------------------ | ---------------------------- | ------------------ | ------------------ |
| 1994               | Ciudad de México (México)    | Medalla de bronce  | K4 200 m           |
| 1997               | Dartmouth (Canadá)           | Medalla de bronce  | K1 200 m           |
| 1998               | Szeged (Hungría)             | Medalla de plata   | K1 200 m           |
| 1999               | Milán (Italia)               | Medalla de plata   | K1 200 m           |
| 2001               | Poznań (Polonia)             | Medalla de plata   | K1 200 m           |
| 2001               | Poznań (Polonia)             | Medalla de bronce  | K4 200 m           |
| 2003               | Gainesville (Estados Unidos) | Medalla de oro     | K4 200 m           |
| Campeonato Europeo |                              |                    |                    |
| Año                | Lugar                        | Medalla            | Competición        |
| 1999               | Zagreb (Croacia)             | Medalla de plata   | K4 200 m           |
| 2000               | Poznań (Polonia)             | Medalla de plata   | K1 200 m           |
| 2000               | Poznań (Polonia)             | Medalla de plata   | K4 200 m           |